# A Matter of Blood
A Matter of Blood ist ein Jazzalbum von Dennis González. Die am 30. Dezember 2008 in Brooklyn, New York entstandenen Aufnahmen erschienen im April 2009 auf dem Lqbel Furthermore.

## Hintergrund
Dennis González’ Quartett besteht aus dem Coltrane-Bassisten Reggie Workman, dem in den USA geborenen und in Amsterdam lebenden Pianisten Curtis Clark und dem Schlagzeuger Michael T. A. Thompson. Die kurzen Stücke, die als „Interlude: Untitled“, „Interlude: 30 December“ und „Interlude: Fuzzy's Adventure“ bezeichnet sind, ermöglichen es Workman, Clark bzw. Thompson, Solo-Statements abzugeben.

## Titelliste
- Dennis González: A Matter of Blood (Furthermore 003)[1]

1. Alzar La Mano 14:08
2. Interlude: Untitled (Reggie Workman) 3:48
3. Arbyrd Lumenal 13:52
4. Interlude: Fuzzy's Adventure (Michael Thompson) 1:54
5. A Matter of Blood 12:29
6. Anthem for the Moment 9:36
7. Interlude: 30 December (Curtis Clark) 1:18
8. Chant de la Fée 7:45

Wenn nicht anders vermerkt, stammen die Kompositionen von Dennis González.

## Rezeption
Nach Ansicht von Mark Corroto, der das Album in All About Jazz rezensierte, wird die Musik, wie bei allen Gonzalez-Projekten, als ungestüme Improvisation präsentiert, habe aber stets eine feste Verpflichtung zu Melodie und Komposition. Auch wenn die Musik temporeich und zurückhaltend klinge, sei sie dennoch recht demonstrativ und überschwänglich. Dank Thompsons Trommeln bestünde eine konstante Dynamik der Bewegung.